# Lira calabresa
La lira calabresa (del italiano: lira Calabrese) es un instrumento musical tradicional característico de algunas zonas de la región de Calabria, en la Italia meridional.

## Características
La lira de Calabria es un instrumento de cuerda frotada con tres cuerdas. Al igual que la mayoría de las liras frotadas, se sostiene en posición vertical, usualmente apoyada sobre las rodillas, tocando las cuerdas lateralmente con las uñas de la mano izquierda mientras la derecha mueve el arco, en sentido perpendicular. El repertorio de la lira es conocido solo por tradición oral, e incluye canciones de acompañamiento, como serenatas, así como de baile como las tarantelas.

## Origen
La lira calabresa está íntimamente relacionada con la lira (en griego antiguo: λύρα) del Imperio Bizantino.